# سلطه‌گرایی
سلطه‌گرایی (انگلیسی: Dominion theology) یا الهیات سلطه گروهی از ایدئولوژی‌های سیاسی مسیحی است که به دنبال ایجاد ملتی است که توسط مسیحیان و بر اساس درک آنها از قوانین و احکام دینی کتاب مقدس اداره می‌شود.